# 大阪スバル
大阪スバル（おおさかスバル）は、大阪府守口市に本社を置くSUBARUのディーラーである。

## 沿革
- 1973年3月 - 南大阪スバル自動車株式会社設立
- 1976年5月7日 - 和歌山スバル自動車株式会社設立
- 1986年10月 - 新大阪スバル自動車株式会社設立
- 1999年10月1日 - 南大阪スバル自動車と新大阪スバル自動車が統合して、「大阪スバル」が誕生。[2]
- 2006年10月1日 - 和歌山スバル自動車を統合。[3]
- 2008年 - 全国スバル販売店の再編により、京都スバル自動車、滋賀スバル自動車、兵庫スバル自動車を傘下に置く地域統括会社(近畿地区スバルグループ)となる。[4]
- 2026年 - 近畿地区スバルディーラー再編でスバル近畿に統合予定[5]

## 店舗
- 本社・守口店 - 大阪府守口市八雲東町
- 大東店 - 大阪府大東市諸福
- 東大阪店 - 大阪府東大阪市高井田本通
- 八尾店 - 大阪府八尾市高美町
- 新大阪店 - 大阪府大阪市東淀川区下新庄
- 城東店 -  大阪府大阪市城東区関目
- 平野店 - 大阪府大阪市平野区平野馬場
- 西店 - 大阪府大阪市西区九条南
- 帝塚山店 - 大阪府大阪市阿倍野区万代
- 高槻店 - 大阪府高槻市中川町
- 茨木店 - 大阪府茨木市上穂積
- 枚方店 - 大阪府枚方市池之宮
- 枚方パーク店 - 大阪府枚方市伊加賀栄町
- 箕面店 - 大阪府箕面市萱野
- 吹田店 - 大阪府吹田市岸部北
- 豊中店 - 大阪府豊中市稲津町
- 堺鳳店 - 大阪府堺市西区鶴田町
- 中環北堺店 - 大阪府堺市北区八下北
- 岸和田店 - 大阪府岸和田市小松里町2530
- 狭山店 - 大阪府大阪狭山市茱萸木7-2097-3
- 泉佐野店 - 大阪府泉佐野市中町
- 和泉中央店 - 大阪府和泉市いぶき野
- 和歌山店 - 和歌山県和歌山市西浜
- 岩出店 - 和歌山県岩出市中黒
- 紀北店 - 和歌山県橋本市高野口町伏原
- 田辺店 - 和歌山県田辺市新庄町
- カースポット枚方パーク - 大阪府枚方市伊加賀栄町
- カースポット大東 - 大阪府大東市諸福
- カースポット新大阪 -大阪府大阪市東淀川区下新庄
- カーパレス堺 - 大阪府堺市中区八田北町
- G-PARK箕面 - 大阪府箕面市萱野
- カースポット外環西浦 - 大阪府羽曳野市西浦
- カースポット岩出 - 和歌山県岩出市中黒
- スバルショップ門真 - 大阪府守口市東郷通
- スバルショップ摂津 - 大阪府摂津市鳥飼中
- 南海スバル自動車 - 和歌山県新宮市新宮
- 紀州自動車販売 - 和歌山県田辺市新庄町